# Badara Joof
Badara Alieu Joof (* um 1956; † 18. Januar 2023 in Neu-Delhi) war ein Politiker im westafrikanischen Staat Gambia. Ab Mai 2022 war er gambischer Vizepräsident.

## Leben
Joof ging auf die Armitage High School und machte den Master-Abschluss an der Universität von London in englischer Literatur. Der promovierte Joof arbeitete 2013 bei der Weltbank.
Am 22. Februar 2017 ernannte der neu gewählte Präsident Adama Barrow Joof als Hochschul-, Forschungs-, Wissenschafts- und Technologieminister (Minister of Higher Education, Research, Science and Technology) in sein Kabinett.
Mit Bildung des neuen Kabinetts am 4. Mai 2022 berief Barrow Joof als Vizepräsidenten.
Er starb im Januar 2023 in Neu-Delhi, wo er sich seit drei Wochen wegen einer medizinischen Behandlung aufhielt.

## Auszeichnungen und Ehrungen
- 2023 – Order of the Republic of The Gambia (Grand Commander) (GCRG) (posthum)[10]